# Marguerite Agniel
Marguerite Agniel (21 de enero de 1891–abril de 1971) fue una actriz y bailarina de Broadway, y luego una gurú de belleza y salud a inicios del siglo XX en Nueva York. Es conocida por su libro de 1931 El Arte del Cuerpo: Ejercicios rítmicos para la salud y la belleza, uno de los primeros en combinar hatha yoga y nudismo.

## Primeros años
La familia Agniel era judía francesa; la familia de su madre (Flowers) era inglesa.

## Carrera en Broadway
Agniel actuó en Broadway en obras como La Emperatriz de Ámbar con música por Zoel Parenteau en 1916, y la Rueda de Alfiler de Raymond Hitchcock en 1922.

## Carrera literaria
Apareció el 15 de noviembre de 1926 en una edición de la revista Vogue, demostrando ejercicios de estiramiento en el piso, similares a las asanas del yoga Salabhasana, Supta Virasana, Sarvangasana y Halasana. Escribió para la revista Physical Culture en 1927 y 1928.
En 1931 Agniel escribió el libro El Arte del Cuerpo: Ejercicios rítmicos para la salud y la belleza, ilustrándolo principalmente con fotografías de ella; hizo notar en el prefacio que su técnica de danza derivaba de Ruth St. Denis (quien fue seguidora de François Delsarte), pero que su «sistema de 'atletismo estético'» se basó principalmente en el de Bernarr Macfadden, un promotor de la cultura física –un movimiento surgido en el siglo XIX en Alemania, Estados Unidos y el Reino Unido–. También nombra al sexológo Havelock Ellis y al musicólogo Sigmund Spaeth como influencias importantes, declarando que ambos habían mostrado «una extraordinaria comprensión intuitiva» de su trabajo.

Agniel escribió un ensayo titulado El elemento mental en nuestro bienestar físico para El Nudista en 1938 una revista americana; este mostraba imágenes de mujeres desnudas practicando asanas del yoga, acompañadas por un texto indicando la importancia de la atención a la respiración. La historiadora social Sarah Schrank comentó que en este punto del desarrollo de yoga en América hizo total sentido combinar nudismo y yoga, ya que «ambos eran ejercicios de la vida saludable; ambos eran contraculturales y bohemios; ambos destacan el cuerpo; y ambos eran sensuales sin ser explícitamente eróticos».

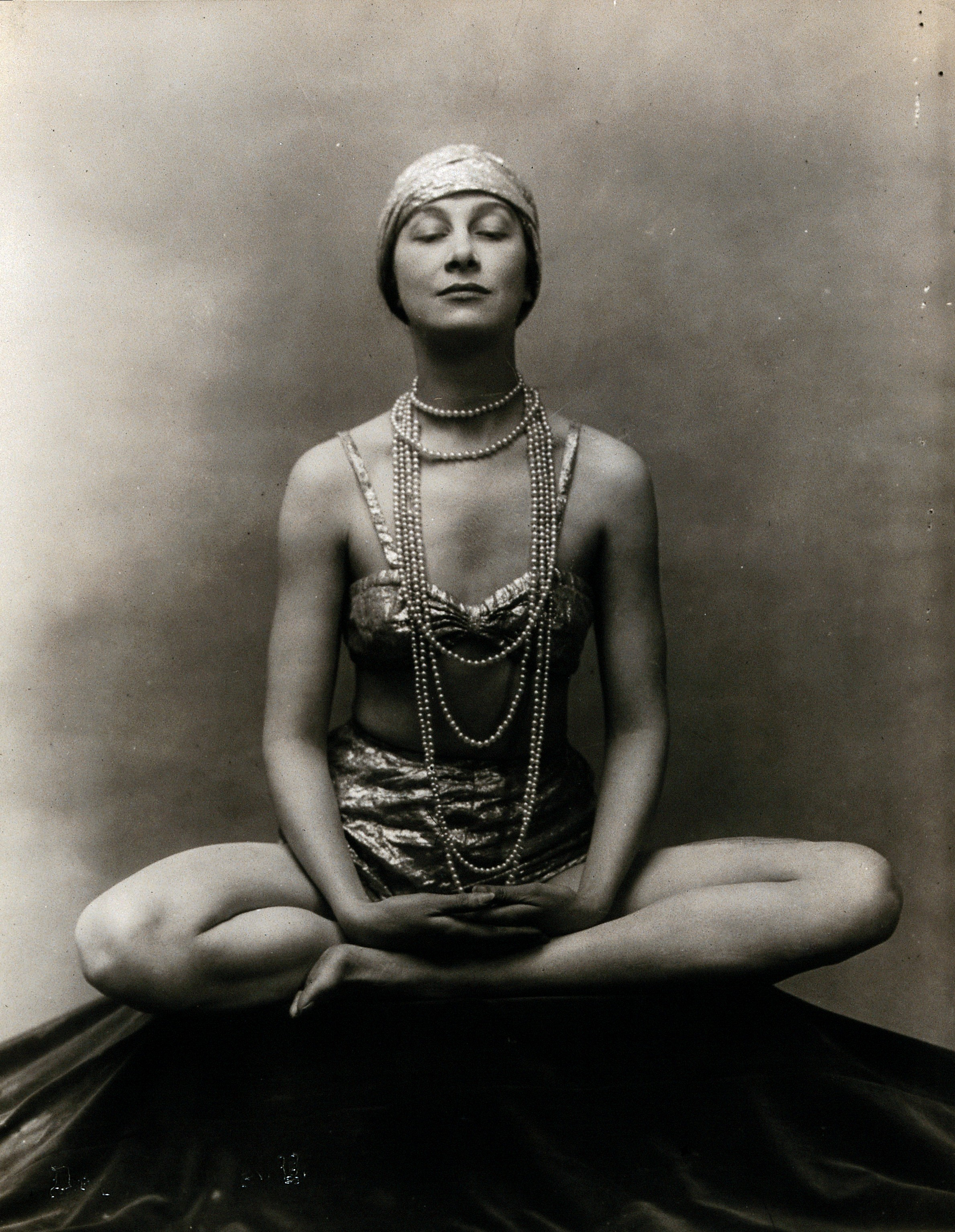
En la postura Muktasana. Fotografía por John de Mirjian, c. 1928
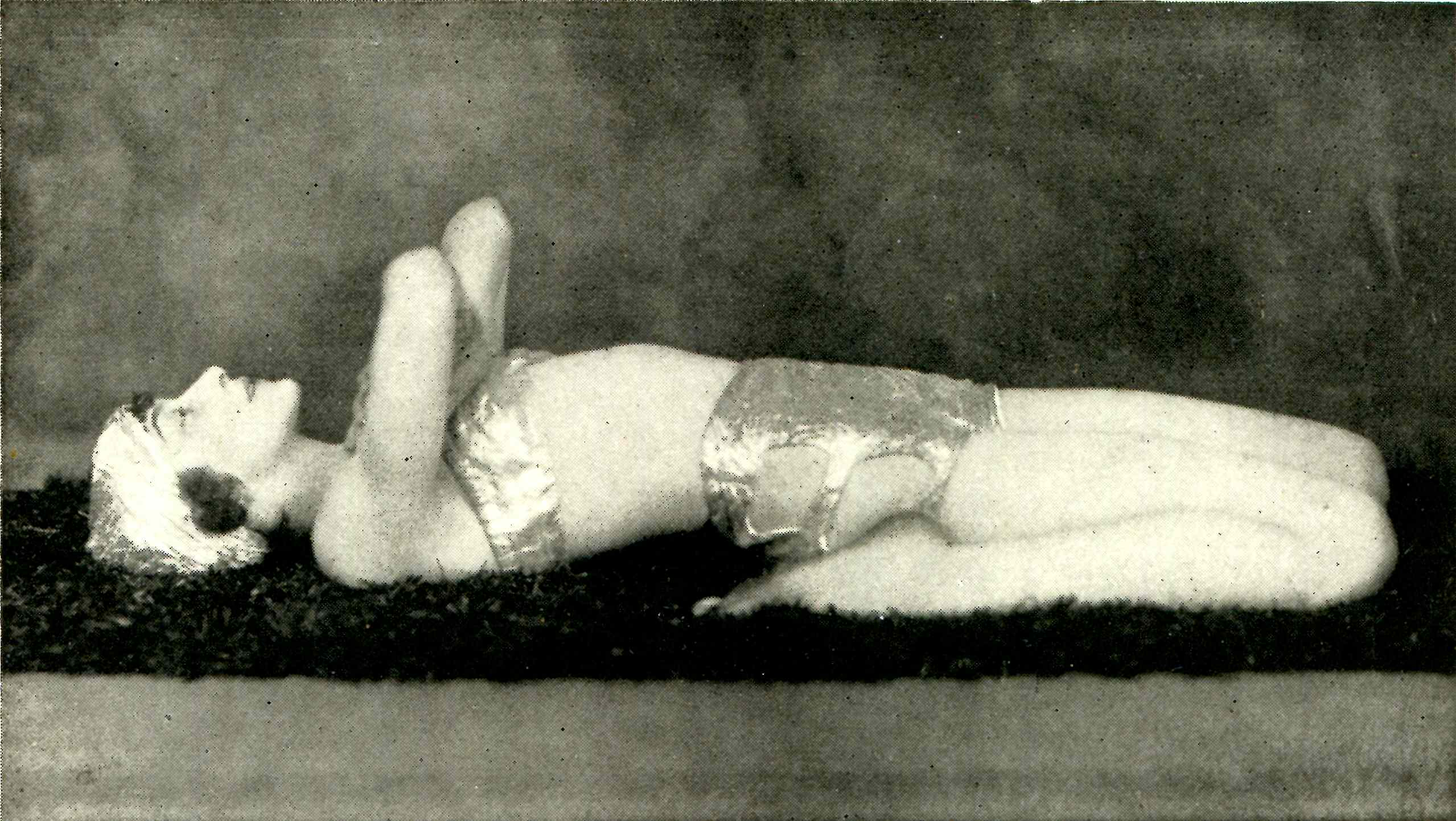
En Supta Virasana, demostrando "Un buen ejercicio para la espalda y los músculos abdominales". Fotografía por John de Mirjian, c. 1928
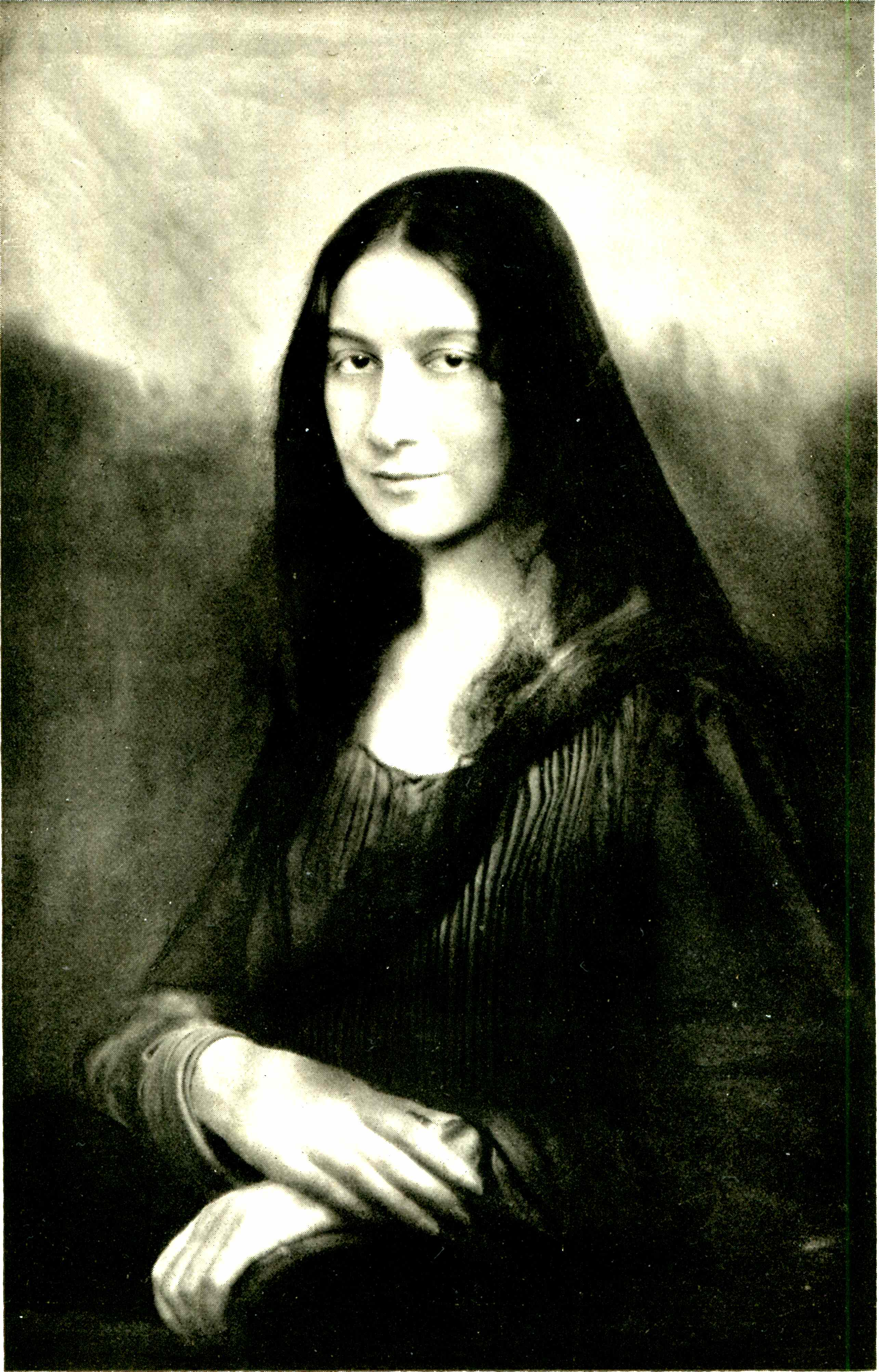
Como la "Mona Lisa", fotografía por Robert Henri, c. 1929

## Recepción
Su amigo Havelock Ellis escribió en una letra a Louise Stevens Bryant (17 de mayo de 1936) que los libros de Agniel estaban «llenos de ilustraciones bonitas, casi todas de ella. Su arte de la postura es maravilloso, y son en gran parte desnudos, aunque ya no es joven».
Agniel es descrita como «elegante, aun así bruscamente irónica» en un impresión fotográfica en paladio de Margaret Watkins, Cabeza y Mano. Muestra su mano que sostiene un retrato escultórico de su cabeza por Jo Davidson. Esta fue en una serie de retratos de Agniel por Watkins que Agniel utilizó en El arte del cuerpo. Devon Smither describe a Agniel como «una importante gurú de la salud y la belleza», y El Arte del cuerpo como «un manual de ejercicios moralizante» que proporciona una mezcla de ejercicios, consejos en cosmética, y guía espiritual.
Mary O'Connor y Katherine Tweedie comentaron sobre los retratos de Agniel por Watkins que estos circularon a veces como desnudos «artísticos», a veces como retratos, y a veces como ejemplos de «un régimen de ejercicio y modificación del cuerpo». Escribieron que desde que Agniel decidió utilizar estas fotografías de ella, ella los  presenta «no como una víctima pasiva de una objetificante mirada machista .. si no como un medio de promulgar su propia visión del mundo y mundial y su propio talento y pericia. Ella circula su cuerpo como una imagen del ideal y para un beneficio comercial».

## Obras
- 1931 El Arte del Cuerpo. Londres: Batsford.
- 1933 Escultura de Cuerpo. Nueva York: E.H. & Un.C. Friedrichs.
- 1936 Vuestra Figura. Garden City, N.Y.: Doubleday, Doran & Compañía.